# Soubakaniédougou
Ne doit pas être confondu avec Soubakagnédougou.
Soubakaniédougou est une commune rurale située dans le département de Soubakaniédougou, dont elle est le chef-lieu, de la province de Comoé dans la région des Cascades au Burkina Faso.

## Démographie
| 2003  | 2006  | 2012 |
| ----- | ----- | ---- |
| 9 423 | 9 451 | -    |

L'économie du village est basé sur l'agriculture (maïs, arachide, sésame, coton haricot) et le commerce

## Éducation et santé
La commune accueille un centre de santé et de promotion sociale (CSPS) tandis que le centre hospitalier régional (CHR) se trouve à Banfora.